# Баксары (Лисьевский сельсовет)
Баксары — деревня в Лебяжьевском районе Курганской области. Входит в состав Лисьевского сельсовета.

## География
Деревня находится на востоке области, в пределах юго-западной части Западно-Сибирской равнины, в лесостепной зоне, у озёр Малые Баксары и Баксары (озеро).

### Климат
Климат характеризуется как резко континентальный, с холодной продолжительной малоснежной зимой и тёплым сухим летом. Среднегодовая температура — 2 °C. Средняя температура воздуха самого холодного месяца (января) составляет −17 °C (абсолютный минимум — −48 °С); самого тёплого месяца (июля) — 20 °C (абсолютный максимум — 41 °С). Годовое количество атмосферных осадков — 385 мм, из которых 290 мм выпадает в период с апреля по октябрь. Продолжительность периода с устойчивым снежным покровом равна деревня дням.

## История
До 1917 года в составе Лисьевской волости Курганского уезда Тобольской губернии. По данным на 1926 год являлась центром Баксарского сельсовета Лебяжьевского района Курганского округа Уральской области.

## Население
| 1989 | 2002 | 2010 |
| ---- | ---- | ---- |
| 132  | ↘102 | ↘61  |

### Национальный и гендерный состав
По данным переписи 1926 года в деревне проживало 1190 человек (551 мужчина и 639 женщин), в том числе: русские составляли 99 % населения.

## Инфраструктура
Личное подсобное хозяйство с зоной сельскохозяйственного использования, индивидуальная застройка усадебного типа. По данным на 1926 год состояла из 292 хозяйств.

## Транспорт
Деревня доступна автотранспортом. 